# ISO 3166-2:LC
ISO 3166-2:LC is een ISO-standaard met betrekking tot de zogenaamde geocodes. Het is een subset van de ISO 3166-2 tabel, die specifiek betrekking heeft op Saint Lucia. 
De gegevens werden tot op 27 november 2015 geüpdatet op het ISO Online Browsing Platform (OBP). Hier worden 10 districten  -  district (en) / district (fr) - gedefinieerd.
Volgens de eerste set, ISO 3166-1, staat LC voor Saint Lucia, het tweede gedeelte is een tweecijferig nummer (met voorloopnullen).

## Codes
| Code  | Naam         |
| ----- | ------------ |
| LC-01 | Anse-la-Raye |
| LC-12 | Canaries     |
| LC-02 | Castries     |
| LC-03 | Choiseul     |
| LC-05 | Dennery      |
| LC-06 | Gros-Islet   |
| LC-07 | Laborie      |
| LC-08 | Micoud       |
| LC-10 | Soufrière    |
| LC-11 | Vieux-Fort   |